# Первачук, Игорь Анатольевич
Игорь Анатольевич Первачук (укр. Ігор Анатолійович Первачук, 1 марта 1964, Львов — 15 декабря 2008, Львов) — украинский борец, Мастер спорта международного класса, чемпион мира, Европы и обладатель Кубка мира среди юниоров. Многократный чемпион СССР и Украины.

## Спортивная карьера
Игорь Первачук родился 1 марта 1964 года во Львове, с 1971 по 1980 год учился в местной СШ № 79. С третьего класса начал заниматься вольной борьбой, увлечение которой стало делом всей жизни. Имея вес 27 кг, на своих первых соревнованиях Игорь победил в весовой категории 29 кг. Игорь дебютировал в юношеском первенстве СССР в 1980 году во Львове в весовой категории 45 кг (собственный вес 42 кг). На этих соревнованиях Игорь получил свою первую медаль первенства Союза. В то время Игорь уже был учеником Львовской областной общеобразовательной школы-интерната спортивного профиля (сегодня Львовское училище физической культуры).
В 1982 году он дебютировал на международной арене в составе юношеской сборной СССР на чемпионате мира в американском штате Колорадо, где занял третье место. Но уже в следующем году Игорь завоевал золото: в американском Лос-Анджелесе стал чемпионом мира среди юниоров в весовой категории 48 кг. И снова международный успех — сначала золото юниорского чемпионата Европы в Нидерландах, а затем золотая медаль Кубка мира в Канаде. Игорь постоянно входил в состав основной сборной СССР, принимал участие в популярной в то время матчевой встречи СССР-США и в Тбилисском международном турнире.
Впоследствии была череда травм, операция на колене. И всё же со временем он сумел вернуться в спорт, начал выступать за рубежом в Германии. Одновременно стал чемпионом Украины в весовой категории до 57 кг.

## Личная жизнь и годы после завершения карьеры
В 1989 году Игорь Первачук женился, а в 1993 году в семье Игоря и Оксаны родился сын Олег (также занялся борьбой). Игорь в дальнейшем активно участвовал в развитии борьбы на Львовщине. Занимался тренерской деятельностью, работая тренером в СДЮШОР «Спартаковец», консультировал ведущих спортсменов Львовщины, передавал опыт молодым спортсменам.
15 декабря 2008 года Игорь Первачук скончался от рака.
1-3 марта 2012 года во Львове прошёл первый турнир памяти Игоря Первачука.